# All Ends (гурт)
All Ends — шведський музичний гурт, заснований у 2003 році за сприяння гітаристів In Flames Єспера Стремблада та Бйорна Гелотте. Стилістичний напрямок проєкту позиціонується як альтернативний метал з жіночим вокалом.

## Історія
Перший демо-запис гурту, що включав 5 пісень, було зроблено на Studio Fredman напочатку 2005 року за участю гітаристів In Flames Єспера Стремблада та Бйорна Гелотте, вокалісток Емми Гелотте та Тінни Карлсдоттер, а також барабанщика Юзефа Скансоса. Продюсерами релізу стали Фредрік Нурдстрем та Патрік Єркстен. Навесні того ж року до колективу увійшов бас-гітарист Мікаель Гоканссон, а згодом Фредрік Юганссон та Петер Мордклінт змінили як гітаристи Стремблада та Гелотте, які мали приділяти увагу своєму основному проєкту.
Навесні 2007 року All Ends взяли участь у турі з такими музичними колективами, як Finntroll, After Forever, Tarot, Die Apokalyptischen Reiter, та Machine Men. Гурту вдалося підписати контракт з лейблом Gun Records, що є підрозділом Sony BMG Music, і 11 травня 2007 було презентовано їх дебютний міні-альбом «Wasting Life», що містив перезаписані в новому складі 5 пісень з демо-релізу. У листопаді того ж року було видано дебютний альбом гурту з назвою «All Ends», який було перевидано з бонусними треками у вересні 2008. У період між виданням EP та повноформатним релізом All Ends взяли участь у Sweden Rock Festival, що відбувався з 6 по 9 червня 2007 року.
3 березня 2009 року компанія «Сеґа» презентувала відеогру «Sonic and the Black Knight», яка під час битви у замку фінального боса містила композицію, виконану Еммою Гелотте, Тінною Карлсдоттер та Джоні Джіоелі з Crush 40. Цю пісню, як і її інструментальну версію, було включено до CD-видання «Face To Faith», що являло собою збірку треків з відеогри.
17 березня 2009 року вокалістка Емма Гелотте залишила колектив через особисті причини. Замінити її покликана була шведська вокалістка Юнна Сайлон. У вересні того ж року на їх сторінці у MySpace з'явилася інформація про новий альбом All Ends. Гурт повідомив, що ними закінчена фаза пре-продакшну, а також те, що віднині їх продюсером буде Роберто Лаггі, що працював до цього з In Flames та іншими відомими гуртами. Альбом, що отримав назву «A Road To Depression», було видано 15 жовтня 2010 року лейблом Nuclear Blast.

## Склад гурту
- Тінна Карлсдоттер — вокал
- Юнна Сайлон — вокал
- Фредрік Юганссон — гітара
- Петер Мордклінт — гітара
- Юзеф Скансос — ударні
- Андерс Янфальк — бас-гітара

Колишні музиканти
- Емма Гелотте — вокал
- Мікаель Гоканссон — бас-гітара
- Бйорн Гелотте — гітара
- Єспер Стремблад — гітара

## Дискографія
| Альбом               | Рік  | Формат | Лейбл                        |
| -------------------- | ---- | ------ | ---------------------------- |
| Demo                 | 2005 | Демо   |                              |
| Wasting Life         | 2007 | EP     | Gun Records                  |
| All Ends             | 2007 | Альбом | Gun Records / Sony BMG Music |
| A Road To Depression | 2010 | Альбом | Nuclear Blast                |